# Liste der Landschaftsschutzgebiete in Bonn
Die Liste der Landschaftsschutzgebiete in Bonn enthält die Landschaftsschutzgebiete der kreisfreien Stadt Bonn in Nordrhein-Westfalen.

## Liste
| Bild                    | Nummer        | Bezeichnung des Gebietes | Fläche in Hektar | WDPA-ID   | Koordinaten | Datum der Verordnung |
| ----------------------- | ------------- | --- | ---------------- | --------- | ----------- | -------------------- |
|                         | LSG-5208-0008 | LSG-Schwarz-Rheindorfer Werd, Werd unter dem Bach                                                                                  | 71,99            | 555558661 | Position    | 1985                 |
|                         | LSG-5208-0009 | LSG-Magdalenenkreuz, Lehberg, Im Hamm, Vilicher Bach und Vilicher Bueschelchen                                                     | 151,28           | 555558662 | Position    | 1985                 |
|                         | LSG-5208-0010 | LSG-Auf dem Bungert | 5,71             | 555558663 | Position    | 1985                 |
|                         | LSG-5208-0011 | LSG-Weidlecken, Bramer Acker, An der Bramer Traenke, Am Muehlenpfad, In der Schlicken                                              | 130,87           | 555558664 | Position    | 1985                 |
|                         | LSG-5208-0012 | LSG-Zwischen Puetzchen und Kohlkaul Auf der Bruchgasse, Nordrand des Ennert, Kleingarten in Puetzchen/Bechlinghoven, An den Hecken | 29,58            | 555589609 | Position    | 2004                 |
| Baumgruppe              | LSG-5208-0013 | LSG-Finkenberg | 29,60            | 555558666 | Position    | 2004                 |
|                         | LSG-5208-0014 | LSG-Hangbereiche suedwestlich der A59 und B42n Kuedinghoven/Oberkassel                                                             | 31,95            | 555558667 | Position    | 2004                 |
| Finkenberg (Steinbruch) | LSG-5208-0015 | LSG-Teilgebiet Finkenberg (Steinbruch)                                                                                             | 1,08             | 555558668 | Position    | 2004                 |
| Rheinaue                | LSG-5208-0016 | LSG-Rheinufer | 648,52           | 555558669 | Position    | 2002                 |
|                         | LSG-5209-0003 | LSG-Teilgebiet Muehlenbach am suedlichen Ortsrand von Holzlar                                                                      | 1,56             | 555558672 | Position    | 2004                 |
|                         | LSG-5209-0005 | LSG-Giersberg bei Holzlar | 12,89            | 555558674 | Position    | 2004                 |
|                         | LSG-5209-0008 | LSG-Ackerflächen und Obstwiesen nördlich und östlich von Gielgen                                                                   | 24,49            | 555558677 | Position    | 2004                 |
|                         | LSG-5209-0009 | LSG-Niederholtorf/Oberholtorf/Hoholz/Roleber/Gellenbachtal                                                                         | 198,18           | 555558678 | Position    | 2004                 |
|                         | LSG-5308-0005 | LSG-In der Stadt Bonn | 1,15             | 555558761 | Position    | 2007                 |